# Víctor Píriz
Víctor Píriz, vollständiger Name Víctor Enrique Píriz Álvez, (* 22. Juni 1980 in Artigas) ist ein uruguayischer Fußballspieler.

## Karriere
Der 1,83 Meter große Offensivakteur Píriz stand zu Beginn seiner Karriere von 2002 bis Mitte 2003 in Reihen des Tacuarembó FC. Anschließend verließ er sein Heimatland und schloss sich dem Club Atlético Talleres an. Bei den Argentiniern kam er mindestens in zehn Ligaspiele zum Einsatz. Dabei schoss er vier Tore. Von Juli 2004 bis Jahresende war er für die Argentinos Juniors aktiv. Im ersten Halbjahr 2005 war CA Banfield sein Arbeitgeber. Es folgte bis Mitte 2006 ein Engagement bei Arsenal de Sarandí. Anschließend stand er erneut ein Jahr im Kader des Club Atlético Talleres. Im Juli 2007 wechselte er nach Mexiko zum San Luis FC, für den er in der Folgezeit neun Treffer bei 27 Ligaeinsätzen erzielte und viermal (ein Tor) in der Copa Sudamericana 2008 auflief. Anfang Januar 2009 wurde Píriz an den Club Necaxa ausgeliehen. Nach lediglich zwei persönlich torlosen Erstligaeinsätzen für dessen Mannschaft folgte Anfang August jenes Jahres ein weiteres Leihgeschäft. Aufnehmender Verein war dieses Mal der Club Tijuana. 13-mal wurde er in der Liga eingesetzt und traf zweimal ins gegnerische Tor, bevor er ab Mitte Januar 2010 seine Karriere bei Universitario de Deportes fortsetzte. Für die Peruaner bestritt er 23 Partien in der Primera División und schoss sechs Tore. Auch kam er fünfmal (kein Tor) in der Copa Libertadores 2010 zum Zuge. Im Januar 2011 verpflichtete ihn CSD Defensa y Justicia, wo er fortan 26 Treffer bei 53 Einsätzen in der Primera B Nacional erzielte. Mitte Juli 2012 schloss er sich dem in derselben Liga antretenden Independiente Rivadavia an und absolvierte in jenem Wettbewerb für seinen neuen Klub 33 Spiele (5 Tore). Ein weiterer Wechsel innerhalb der Liga führte ihn im Juli 2013 zu Atlético Tucumán. 26-mal (3 Tore) lief er in der Primera B Nacional auf. Von August 2014 bis Anfang Januar 2015 stand er im Kader von Guillermo Brown und bestritt in dieser Zeit 14 Begegnungen im Torneo Argentino A. Fünfmal wurde er dabei als Torschütze notiert. Seither ist Barracas Central sein Arbeitgeber. Bei den Argentiniern stehen für ihn 55 Einsätze und fünf Tore in der Primera B Metropolitana und ein Pokaleinsatz (kein Tor) zu Buche. Spätestens seit April 2017 gehört er wieder dem Kader des Tacuarembó FC an, bei dem er seine Profikarriere begonnen hatte. Bislang (Stand: 16. Juli 2017) absolvierte er für die Norduruguayer acht Zweitligaspiele (kein Tor).